# Crema batida

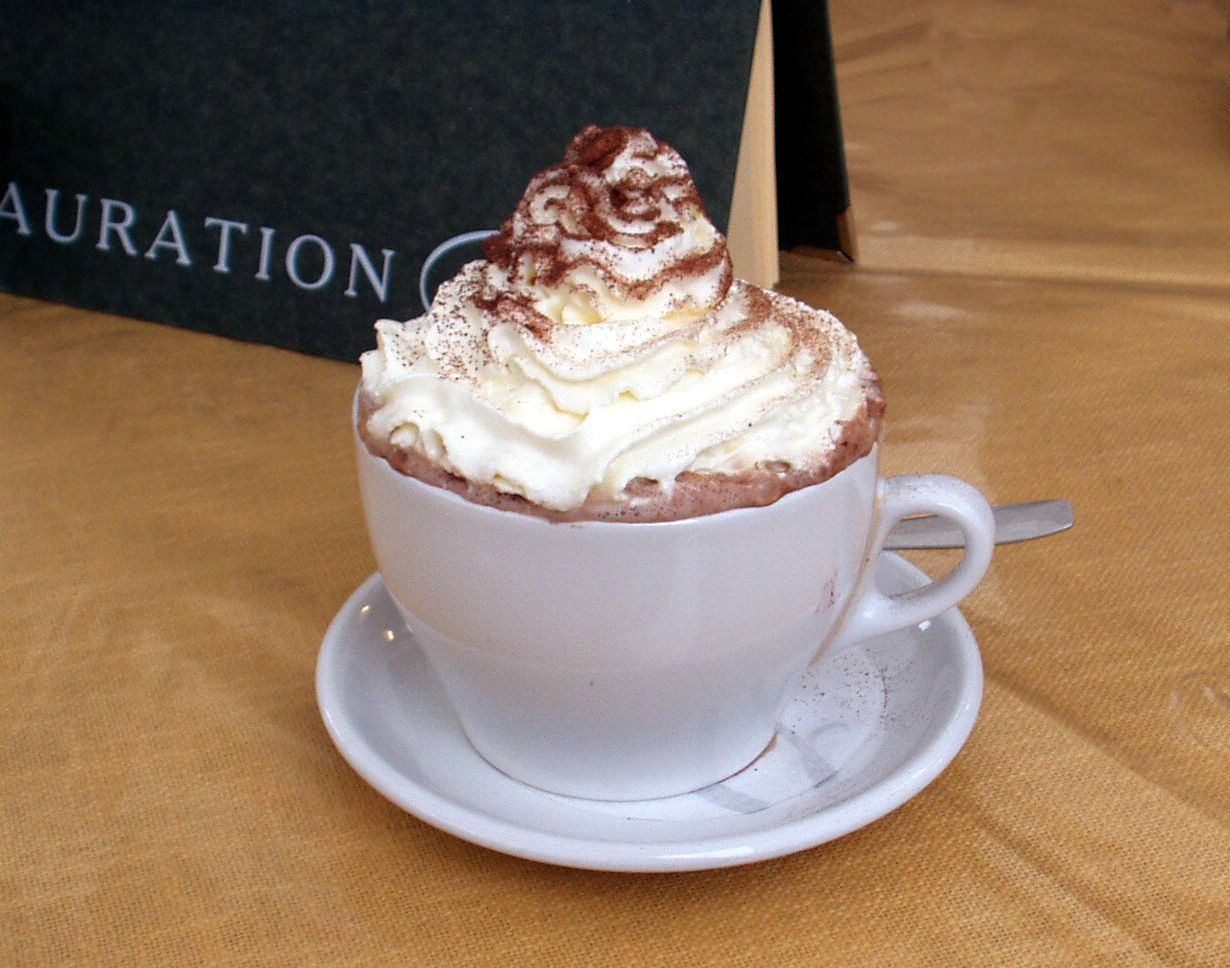
Una taza de chocolate caliente cubierta con crema batida de un bote a presión.

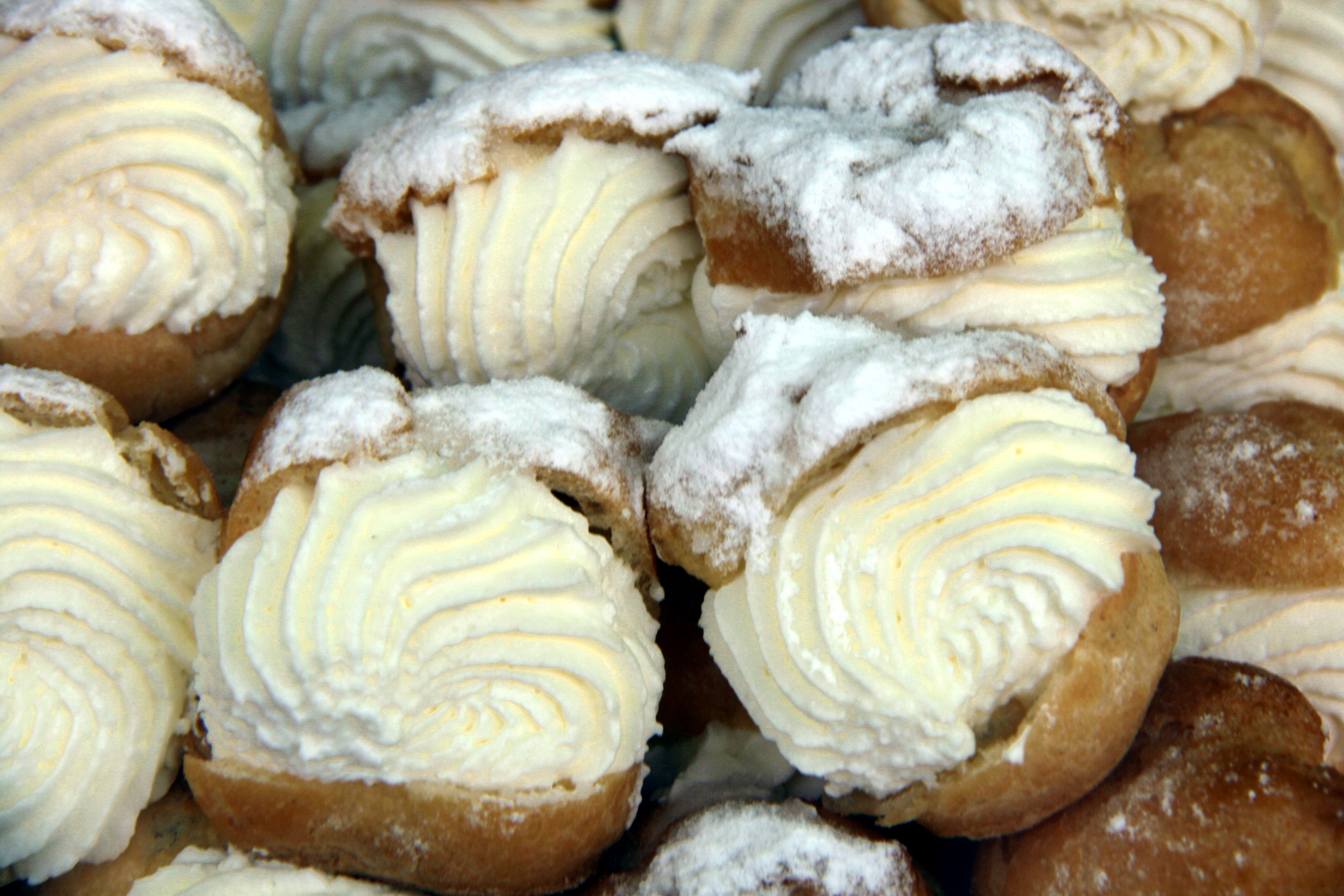
Bocaditos de nata, uno de los usos típicos en pastelería.

La crema batida o nata montada es una crema de leche, a menudo edulcorada, que ha sido batida para incorporarle aire, constituyendo así una espuma alimentaria. Si la nata tiene un 30% o más de grasa puede ser mezclada con aire, de modo que las burbujas de aire son capturadas en una red de gotitas de grasa y el coloide resultante adquiere aproximadamente el doble de volumen de la nata original. Si el proceso de batido continúa las gotas de grasa se pegan entre sí destruyendo el coloide y formando mantequilla y el líquido restante es suero de mantequilla. A veces se añade azúcar glas al coloide, con el fin de endurecer la mezcla y reducir el riesgo de exceso de batido.

## Características
La crema batida se prepara con una batidora eléctrica provista de varillas para montar, con un batidor de varillas manual o con un robot de cocina con las varillas adecuadas. Es primordial que tanto la crema como el contenedor donde sea batida y los utensilios de cocina estén fríos (entre 5 y 10 °C): el calor ablanda la grasa de la crema, y no permite que se bata. La crema batida se usa popularmente para cubrir ciertos postres como pasteles o helados, con frutas frescas como las fresas en el postre llamado fresas con crema, o en el café vienés o irlandés.

## Variantes
Una variante de la crema batida utiliza un chocolate fundido rico en manteca de cacao en lugar de la crema de leche o una mezcla de crema de leche azucarada y de chocolate fundido. La preparación manual es mucho más delicada, porque hace falta enfriar la mezcla progresivamente para evitar la solidificación y la aglomeración del chocolate antes de que se forme la espuma.

## Comercialización
La crema batida puede venderse lista para su uso en contenedores a presión; cuando la crema sale de la boquilla se mezcla con el aire violentamente, produciendo cuatro veces el volumen de la crema, el doble del volumen producido al batir aire en ella. Esto se conoce como squirty cream en el Reino Unido. Usando esta técnica, también puede ser preparada en dispensadores reutilizables, similares a una botella de sifón de agua carbonatada y utilizando cartuchos de gas desechables de bajo costo. La crema batida producida de este modo es sin embargo inestable y volverá a un estado más o menos líquido en media hora o una hora. Por lo tanto, el método no es adecuado para la decoración de alimentos que no serán inmediatamente servidos.